# Ficus chartacea
Ficus chartacea là một loài thực vật có hoa trong họ Moraceae. Loài này được (Wall. ex Kurz) Wall. ex King mô tả khoa học đầu tiên năm 1888.